# Ichneumon yasumatsui
Ichneumon yasumatsui là một loài tò vò trong họ Ichneumonidae.